# Arif Abbasov (Ethnograph)
Arif Akim oğlu Abbasov (russisch: Ариф Аким оглы Аббасов, englische Transkription Arif Akim oglu Abbasov; * 22. Dezember 1937 in Naxçıvan, Autonome Sozialistische Sowjetrepublik Nachitschewan, Aserbaidschanische Sozialistische Sowjetrepublik; † 21. April 2005 in Baku, Republik Aserbaidschan) war ein aserbaidschanischer Ethnograph.

## Leben und Leistungen
Arif Abbasov war der Sohn des Generalmajors Akim Abbasov (1911–1992). Er studierte ab 1956 Geschichte am Institut für Geschichte der Staatlichen Universität Aserbaidschans und schloss dort sein Studium 1961 ab. Anschließend war Abbasov am Moskauer Institut für Ethnographie und Anthropologie der Akademie der Wissenschaften der UdSSR tätig. Nachdem er eine Zeit lang für den wissenschaftlichen Rat des Präsidiums der Akademie der Wissenschaften der AsSSR gearbeitet hatte, kehrte er 1978 zum Historischen Institut zurück und begann hier als stellvertretender Direktor für wissenschaftliche Angelegenheiten zu arbeiten. 1982 wurde die Abteilung für ethnosoziologische Forschung im Bereich Archäologie und Ethnographie des Historischen Instituts gegründet und ihm die Leitung anvertraut. 1993 dann wurde der Bereich Archäologie und Ethnographie als eigenes Institut ausgegliedert und Abbasov zum ersten Direktor desselben ernannt, welche Stellung er bis zu seinem Tod 2005 innehatte.
Seine Forschungsschwerpunkte waren ethnische Gruppen, interethnische Beziehungen und der Einfluss von ethnischen Besonderheiten auf wirtschaftliche, soziale und kulturelle Prozesse. Im Jahr 2001 wurde er für seine Arbeit zum korrespondierenden Mitglied der Nationalen Akademie der Wissenschaften Aserbaidschans gewählt.

## Werke (Auswahl)
- Современный быт и культура горнопромышленных рабочих Азербайджана. По материалам Дашкесанского горнорудного района. Баку 1980 (russisch).
- Образ жизни в новых городах Азербайджана. Элм, Баку 1987 (russisch, 199 S.).
- Город братства. Этногр. особенности становления Сумгаита и формирования его населения. Азернешр, Баку 1987 (russisch, 91 S.).
- Azerbaidzhantsy. Istoriko-etnograficheskii ocherk. Elm, Baku 1998 (aserbaidschanisch).